# Lista de jogos eletrônicos da BattleTech
A franquia de jogos de guerra BattleTech 1 e BattleMech 1 inclui muitos títulos autorizados em vários gêneros de personagens, incluindo jogos de guerra de mesa, RPGs, jogos de cartas colecionáveis e jogos de fliperama para PS1 e Windows.

## Jogos de tabuleiro
| Titulo                                            | Catálogo | Ano  | Publicadora        |
| ------------------------------------------------- | -------- | ---- | ------------------ |
| BattleDroids                                      | 1604     | 1984 | FASA               |
| BattleTech, Second Edition                        | 1604     | 1985 | FASA               |
| BattleTech, Third Edition                         | 1604     | 1992 | FASA               |
| BattleTech, Fourth Edition                        | 1604     | 1996 | FASA               |
| Classic BattleMech: Introductory Box Set          | 3500     | 2007 | Catalyst Game Labs |
| BattleMech: 25th Anniversary Introductory Box Set | 3500A    | 2011 | Catalyst Game Labs |
| BattleMech: Introductory Box Set                  | 3500B    | 2013 | Catalyst Game Labs |
| BattleTech: Beginner Box                          | CAT35020 | 2019 | Catalyst Game Labs |
| BattleTech: A Game of Armored Combat              | CAT3500D | 2019 | Catalyst Game Labs |
| BattleForce                                       | 1611     | 1987 | FASA               |
| BattleForce 2                                     | 1703     | 1998 | FASA               |
| The Succession Wars                               | 1612     | 1987 | FASA               |
| BattleTroops                                      | 1637     | 1989 | FASA               |
| BattleSpace                                       | 1680     | 1993 | FASA               |

## Jogos de RPG
| Título                      | Catálogo | Ano  | Publicadora        |
| --------------------------- | -------- | ---- | ------------------ |
| MechWarrior                 | 1607     | 1986 | FASA               |
| MechWarrior, Second Edition | 1641     | 1991 | FASA               |
| MechWarrior, Third Edition  | 1715     | 1999 | FASA               |
| Classic Battletech RPG      | 35030    | 2006 | FanPro             |
| BattleTech: A Time of War   | 35005    | 2009 | Catalyst Game Labs |
| MechWarrior: Destiny        | 35185    | 2020 | Catalyst Game Labs |

## Jogos de cartas
| Título                           | Ano  | Publicadora          |
| -------------------------------- | ---- | -------------------- |
| BattleTech Collectible Card Game | 1996 | Wizards of the Coast |

## Jogos eletrônicos
| Título                                    | Ano  | Desenvolvedor               | Plataformas                               |
| ----------------------------------------- | ---- | --------------------------- | ----------------------------------------- |
| BattleTech: The Crescent Hawk's Inception | 1988 | Westwood Studios            | MS-DOS, Amiga, C64, Apple II, Atari ST    |
| MechWarrior                               | 1989 | Dynamix                     | MS-DOS, Mac, X68000                       |
| BattleTech: The Crescent Hawk's Revenge   | 1990 | Westwood Studios            | MS-DOS                                    |
| MechWarrior                               | 1993 | Beam Software               | SNES                                      |
| BattleTech: A Game of Armored Combat      | 1994 | Extreme Entertainment Group | SNES, Genesis                             |
| MechWarrior 3050                          | 1995 | Tiburon Entertainment       | SNES, Genesis                             |
| MechWarrior 2: 31st Century Combat        | 1995 | Activision                  | MS-DOS, Windows, Mac, Saturn, PlayStation |
| MechWarrior 2: Ghost Bear's Legacy        | 1995 | Activision                  | MS-DOS, Windows, Mac                      |
| MechWarrior 2: Mercenaries                | 1996 | Activision                  | MS-DOS, Windows, Mac                      |
| MechCommander                             | 1998 | FASA Interactive            | Windows                                   |
| MechCommander: Desperate Measures         | 1999 | FASA Interactive            | Windows                                   |
| MechWarrior 3                             | 1999 | Zipper Interactive          | Windows                                   |
| MechWarrior 3: Pirate's Moon              | 1999 | Zipper Interactive          | Windows                                   |
| MechWarrior 4: Vengeance                  | 2000 | FASA Interactive            | Windows                                   |
| MechWarrior 4: Black Knight               | 2001 | Cyberlore Studios           | Windows                                   |
| MechCommander 2                           | 2001 | FASA Interactive            | Windows                                   |
| MechWarrior 4: Mercenaries                | 2002 | Cyberlore Studios           | Windows                                   |
| MechAssault                               | 2002 | Day 1 Studios               | Xbox                                      |
| MechAssault 2: Lone Wolf                  | 2004 | Day 1 Studios               | Xbox                                      |
| MechAssault: Phantom War                  | 2006 | Backbone Entertainment      | Nintendo DS                               |
| MechWarrior: Tactical Command             | 2012 | Personae Studios            | iOS                                       |
| MechWarrior Online                        | 2013 | Piranha Games               | Windows                                   |
| BattleTech                                | 2018 | Harebrained Schemes         | Windows, OSX, Linux                       |
| MechWarrior 5: Mercenaries                | 2019 | Piranha Games               | Windows, PlayStation 4/5, Xbox            |
| MechWarrior 5: Clans                      | 2024 | Piranha Games               | Windows, PlayStation 5, Xbox              |

### Jogos online multijogador
Asteriscos indicam títulos não oficialmente sancionados ou associados à franquia.
| Título                           | Ano                 | Desenvolvedor / Publicadora                      | Plataformas                                                                                    |
| -------------------------------- | ------------------- | ------------------------------------------------ | ---------------------------------------------------------------------------------------------- |
| BattleTech 3025 (Later 3026)*    | 1991-               | Volunteers                                       | MUSE                                                                                           |
| BattleTech 3056*                 | 1993-               | Volunteers                                       | MUSE                                                                                           |
| BattleTech 3030*                 | 1994-               | Volunteers                                       | MUSE (Later incarnation changed to TinyMUX code after the success of the spinoff game Varxsis) |
| BattleTech: The Frontier Lands*  |                     |                                                  |                                                                                                |
| Inner Sphere 3028*               |                     |                                                  | MUX                                                                                            |
| Invasion3042*                    | 2006-2014           | Volunteers                                       | Windows                                                                                        |
| MechWarrior: Living Legends*     | Beta aberto em 2009 | Volunteers / Wandering Samurai Studios           | Windows                                                                                        |
| MegaMek*                         | 2002                | Volunteers                                       | Linux, Macintosh, Windows                                                                      |
| The Shack, MekWars Campaign*     | 2007                | Volunteers                                       | Windows, Macintosh                                                                             |
| Multiplayer BattleTech: EGA*     | 1992–1996           | Kesmai                                           |                                                                                                |
| Multiplayer BattleTech: Solaris* | 1996–2002           | Kesmai                                           |                                                                                                |
| Multiplayer BattleTech 3025      | 2001                | Kesmai / EA Games                                | Windows                                                                                        |
| Neveron                          | 2000(?)-            | Volunteers                                       | Windows                                                                                        |
| MechWarrior Online               | 2013                | Piranha Games / Infinite Game Publishing         | Windows                                                                                        |
| MechWarrior Tactics              |                     | Roadhouse Interactive / Infinite Game Publishing | Unity                                                                                          |

### Jogos de arcade e simuladores
| Título                | Ano  | Fabricante                  | Plataforma |
| --------------------- | ---- | --------------------------- | ---------- |
| BattleTech VR         | 1990 | Virtual World Entertainment | Tesla      |
| BattleTech: Firestorm |      | Virtual World Entertainment | Tesla II   |
| MechWarrior 4         | 2002 | Tsunami Visual Technologies | TsuMo      |

### Jogos em miniatura colecionáveis
| Título                | Ano  | Publicadora |
| --------------------- | ---- | ----------- |
| MechWarrior: Dark Age | 2002 | WizKids     |